# Chun Sung-suk
Chun Sung-suk (koreanisch 정성숙; * 1966) ist eine südkoreanische Badmintonspielerin. 

## Karriere
Chun Sung-suk gewann 1987 die Canadian Open und wurde im selben Jahr Zweite bei den Denmark Open. 1989 siegte sie bei den Hungarian International, 1990 bei den Chinese Taipei Open. 1987 und 1989 nahm sie an den Badminton-Weltmeisterschaften teil. 1988 wurde sie beim Uber Cup Zweite mit ihrem Team.

## Sportliche Erfolge
| Saison | Veranstaltung           | Disziplin   | Platz | Name                           |
| ------ | ----------------------- | ----------- | ----- | ------------------------------ |
| 1987   | Canadian Open           | Dameneinzel | 1     | Chun Sung-suk                  |
| 1987   | US Open                 | Dameneinzel | 1     | Chun Sung-suk                  |
| 1987   | Denmark Open            | Dameneinzel | 2     | Chun Sung-suk                  |
| 1989   | Weltmeisterschaft       | Damendoppel | 17    | Chun Sung-suk / Chung So-young |
| 1989   | Hungarian International | Damendoppel | 1     | Chun Sung-suk / Lee Jung-mi    |
| 1990   | Chinese Taipei Open     | Dameneinzel | 1     | Chun Sung-suk                  |

## Referenzen
- World Badminton 16 (1988) (1), S. 34
- WM 1989

| Personendaten    | Personendaten                     |
| ---------------- | --------------------------------- |
| NAME             | Chun, Sung-suk                    |
| ALTERNATIVNAMEN  | 정성숙                            |
| KURZBESCHREIBUNG | südkoreanische Badmintonspielerin |
| GEBURTSDATUM     | 1966                              |